# La Vieux-Rue

La Vieux-Rue este o comună în departamentul Seine-Maritime, Franța. În 1 ianuarie 2022 avea o populație de 576 de locuitori.